# Bibi Bourelly

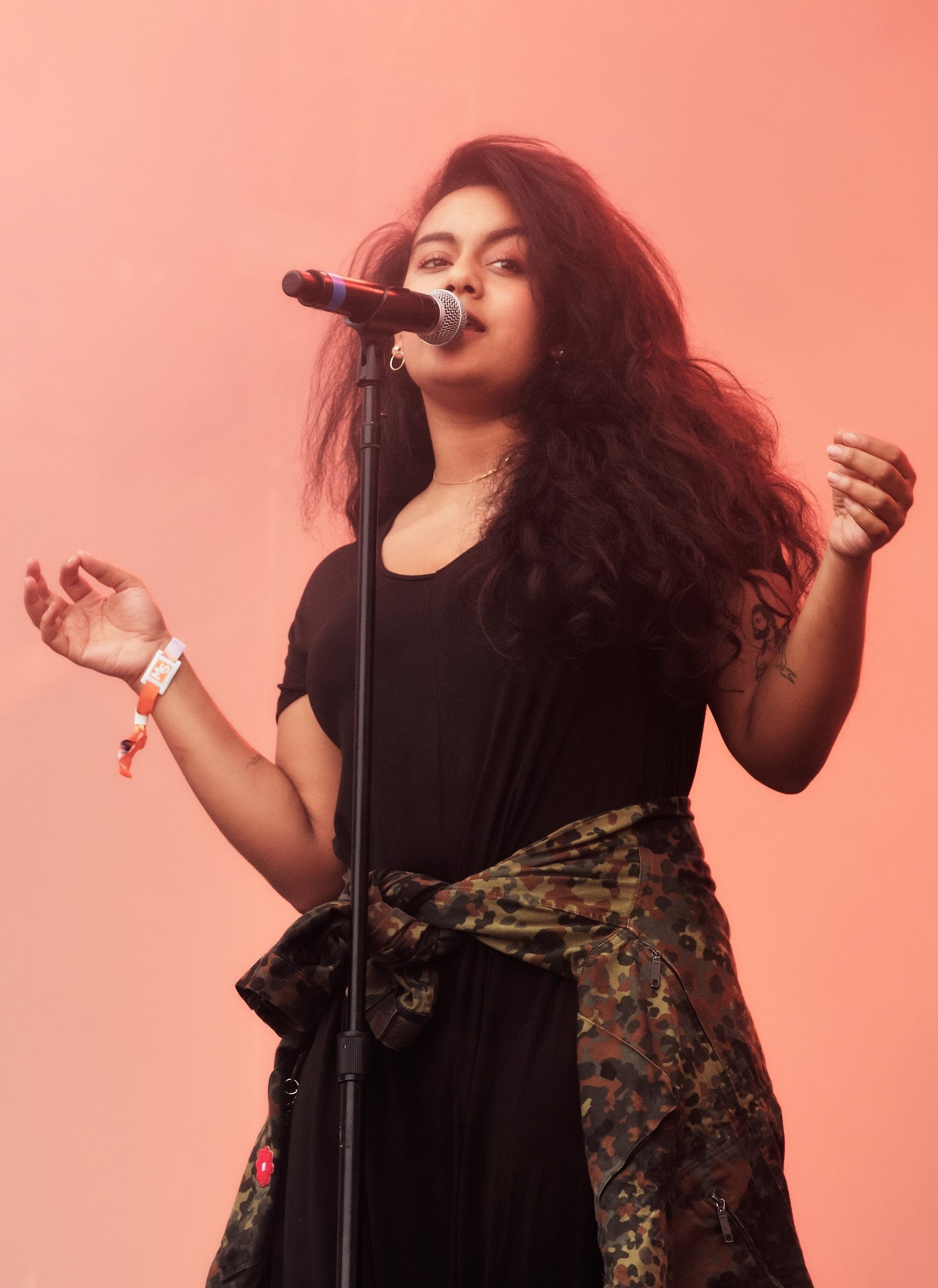
Bibi Bourelly (2017)

Badriia „Bibi“ Bourelly (* 14. Juli 1994 in Berlin) ist eine deutsch-amerikanische Sängerin und Songwriterin.

## Leben
Bourelly wurde 1994 in Berlin geboren, hat einen Zwillingsbruder und ist mit ihm gemeinsam aufgewachsen. Ihr Vater Jean-Paul Bourelly ist ein amerikanischer Jazzmusiker, dessen Vorfahren aus Haiti stammen. Ihre Mutter (Ines) war Lehrerin, arbeitete im Berliner Kulturhaus und stammte aus Marokko. Sie starb, als Bourelly sechs Jahre alt war, an Krebs. Bourelly sagt, sie sei „Amerikanerin und Deutsche“.
Sie besuchte die Nelson Mandela Schule in Berlin-Wilmersdorf, brach die Schule aber in der 10. Klasse ab und ging nach Amerika, um ihre Musikkarriere zu verfolgen. Badriia Bourelly ist die Autorin verschiedener kommerziell erfolgreicher Songs wie Rihannas Bitch Better Have My Money und Higher oder Selena Gomez’ Camouflage. Am 6. Mai 2016 veröffentlichte sie die EP Free The Real (Pt.1). Auf ihr waren die drei Singles Riot, Ego und Sally zu finden sowie zwei weitere Songs (What If I Told You, Guitar feat. Jean-Paul Bourelly).

## Diskografie

### EPs
- 2016: Free the Real (Pt. #1)
- 2016: Free the Real (Pt. #2)
- 2017: Boy (In Studio)

### Singles
- 2015: Riot
- 2015: Ego
- 2016: Sally
- 2016: Perfect. (mit Earl St. Clair)
- 2016: Ballin
- 2018: Writer’s Song
- 2018: White House
- 2018: Xmas Trees
- 2019: Wet

### Gastbeiträge
| Jahr | Titel Album  | Höchstplatzierung, Gesamtwochen, AuszeichnungChartplatzierungen (Jahr, Titel, Album, Platzierungen, Wochen, Auszeichnungen, Anmerkungen) | Höchstplatzierung, Gesamtwochen, AuszeichnungChartplatzierungen (Jahr, Titel, Album, Platzierungen, Wochen, Auszeichnungen, Anmerkungen) | Höchstplatzierung, Gesamtwochen, AuszeichnungChartplatzierungen (Jahr, Titel, Album, Platzierungen, Wochen, Auszeichnungen, Anmerkungen) | Höchstplatzierung, Gesamtwochen, AuszeichnungChartplatzierungen (Jahr, Titel, Album, Platzierungen, Wochen, Auszeichnungen, Anmerkungen) | Anmerkungen                                                                |
| Jahr | Titel Album  | DE | AT | CH | UK | Anmerkungen                                                                |
| ---- | ------------ | --- | --- | --- | --- | -------------------------------------------------------------------------- |
| 2015 | Talk to Me – | — | — | — | UK19 Silber · (7 Wo.)UK | Erstveröffentlichung: 2015 Nick Brewer feat. Bibi Bourelly                 |
| 2020 | Best of Us – | DE78 Gold · (8 Wo.)DE | — | — | — | Erstveröffentlichung: 25. Juni 2020 Verkäufe: + 200.000; als Teil von Wier |

Weitere Gastbeiträge
- 2015: Chains (Usher feat. Nas & Bibi Bourelly)
- 2015: Without You (Lil Wayne feat. Bibi Bourelly)
- 2017: Cover Girls (Hitimpulse feat. Bibi Bourelly)
- 2018: Stupid World (Hermitude feat. Bibi Bourelly)
- 2019: Zulu Screams (GoldLink feat. Maleek Berry & Bibi Bourelly)
- 2019: Championsound (Samy Deluxe feat. Bibi Bourelly)
- 2021: Don’t Get Too Close (Skrillex feat. Bibi Bourelly)

## Auszeichnungen für Musikverkäufe
Anmerkung: Auszeichnungen in Ländern aus den Charttabellen bzw. Chartboxen sind in ebendiesen zu finden.
| Land/RegionAuszeichnungen für Musikverkäufe (Land/Region, Auszeichnungen, Verkäufe, Quellen) | Silber  | Gold  | Platin | Verkäufe | Quellen           |
| -------------------------------------------------------------------------------------------- | ------- | ----- | ------ | -------- | ----------------- |
| Deutschland (BVMI)                                                                           | —       | Gold1 | —      | 200.000  | musikindustrie.de |
| Vereinigtes Königreich (BPI)                                                                 | Silber1 | —     | —      | 200.000  | bpi.co.uk         |
| Insgesamt                                                                                    | Silber1 | Gold1 | —      |          |                   |